# Липперт, Лотар
Лотар Рихард Липперт (нем. Lothar Richard Lippert, 27 июля 1939, Магдебург, Германский рейх) — восточногерманский хоккеист (хоккей на траве), нападающий.

## Биография
Лотар Липперт родился 27 июля 1939 года в немецком городе Магдебург.
Играл в хоккей на траве за «Лейпциг».
В 1964 году вошёл в состав сборной ОГК по хоккею на траве на Олимпийских играх в Токио, занявшей 5-е место. Играл на позиции нападающего, провёл 9 матчей, забил 1 мяч в ворота сборной Кении.
В 1968 году вошёл в состав сборной ГДР по хоккею на траве на Олимпийских играх в Мехико, занявшей 11-е место. Играл на позиции нападающего, провёл 8 матчей, забил 2 мяча (по одному в ворота сборных ФРГ и Мексики).
В 1959—1968 годах провёл за сборную ГДР 79 матчей.